# ザポチン
ザポチン(Zapotin)は、ホワイトサポテから単離される天然の化合物であり、フラボンに分類される。
最近のいくつかのin vitro研究において、ザポチンは単離された大腸癌細胞に対して抗発癌作用を持つ可能性が示された。